# 和歌山県道215号椿停車場線
和歌山県道215号椿停車場線（わかやまけんどう215ごう つばきていしゃじょうせん）は、和歌山県西牟婁郡白浜町を通る一般県道である。

## 概要
JR西日本紀勢本線 椿駅前から西牟婁郡白浜町椿に至る。
朝来帰川に沿って太平洋に面した国道42号との交点に至る。

### 路線データ
- 起点：和歌山県西牟婁郡白浜町椿（JR西日本紀勢本線 椿駅前）
- 終点：和歌山県西牟婁郡白浜町椿（朝来帰（あさらぎ）交差点、国道42号交点）
- 実延長：1.291 km

## 歴史
本路線は、道路法（昭和27年法律第180号）第7条の規定に基づき、一般県道として1959年（昭和34年）に和歌山県が第1次認定した路線のひとつである。

### 年表
- 1959年（昭和34年）5月14日 - 和歌山県が一般県道として椿停車場線を認定[1]。

## 路線状況

### 道路施設

#### 橋梁
- 長迫橋（滝の川、西牟婁郡白浜町）

## 地理

### 通過する自治体
- 和歌山県
  - 西牟婁郡白浜町

### 交差する道路
| 交差する道路                                      | 交差する場所 | 交差する場所                    |
| ------------------------------------------------- | ------------ | ------------------------------- |
| 国道42号 和歌山県道801号白浜日置川自転車道線 重複 | 椿           | 朝来帰（あさらぎ）交差点 / 終点 |

### 沿線
- JR西日本紀勢本線 椿駅
- 白浜町役場 椿出張所
- 白浜町立椿小学校
- 朝来帰川
- 太平洋